# Carrer del Cós del Bou
El Carrer del Cós del Bou és un carrer de Tarragona, considerat com un «dels més festius» de la ciutat. Amb la Baixada de la Peixateria i els Trinquets vell i nou forma un barri viu i fidel a les seves tradicions.
Malgrat la seva relativament petita superfície, ha generat des de fa temps, una àmplia activitat que transcorre entre la tradició, la cultura i el lleure. Antigament anomenat «carrer del Hostals», des del 1552 porta el nom actual. Al final d'aquest carrer (on s'uneix amb la Baixada de la Peixateria) hi havia un indret dedicat a la correguda de toros, fet que hauria originat nom del carrer. Al 1769, es va celebrar una «becerrada por los oficiales y cadetes de la tercera división de la Legión primera Hispana, o del tercer batallón de Reales Guardias españolas de Infantería», la segona de la qual es té notícia escrita al nostre país. En aquest carrer van néixer dos músics de fama internacional, els mestres Josep Maria Pla Mateu (a la casa número 9) i Josep Sentís i Porta (a la casa número 22). Un altre personatge il·lustre que visqué al Cós del Bou va ésser l'historiador i cronista oficial de la ciutat, Joan Salvat i Bové (casa número 6).
A l'entrada del carrer a l'angle amb la plaça de la Font hi ha els Antics Magatzems «El Faro», un edifici d'habitatges llistat. De 1923 a 1971 a l'altre extrem del carrer s'hi va trobar el Parc dels Bombers, instal·lat a les antigues peixateries, abandonades des del 1915, un edifici de l'arquitecte Ramon Salas. S'hi veu una coïncidència amb el popular sant Roc, invocat tradicionalment amb la jaculatòria «Gloriós sant Roc, guardeu-nos de pesta i de foc».
Va tenir altres noms: carrer de la Infanta, dels Hostals i de Martínez Anido.

## Sant Roc, la festa del barri
Almenys del 1844 ençà a mitjan agost celebra la festa de Sant Roc. Tradicionalment, els veïns anavan a buscar aigua beneïda al Pou de Sant Roc a Tamarit de Mar. Hi participen el Gegants del Cós del Bou (també anomenats Gegants Vells, construïts el 1825 i cedits al barri l'any 1904. Per les festes de 1977, s'inaugurà una làpida entre els números 20 i 22 que volia testimoniar l'afecte de la barriada cap a un dels seus fills, amb aquesta dedicatòria: «El dia 10 de juny de 1888 nasqué en aquesta casa en Josep Sentís i Porta compositor de la música dels goigs de Sant Roc. Tarragona, agost 1977. Lletra de Lluís Mª Mezquida.»
L'any 1991, a la casa número 23, on antigament hi havia el parc de bombers i ara hi ha la seu de la Colla Jove Xiquets de Tarragona, es descobrí una làpida commemorativa del segle i mig d'història de la celebració de les festes del barri. L'escultora Àngels Cantos i Franqueza feu un baix relleu en bronze, representant el bust del sant que, segons la tradició, havia preservat els veïns de la pesta i del foc.